# 마루오카성

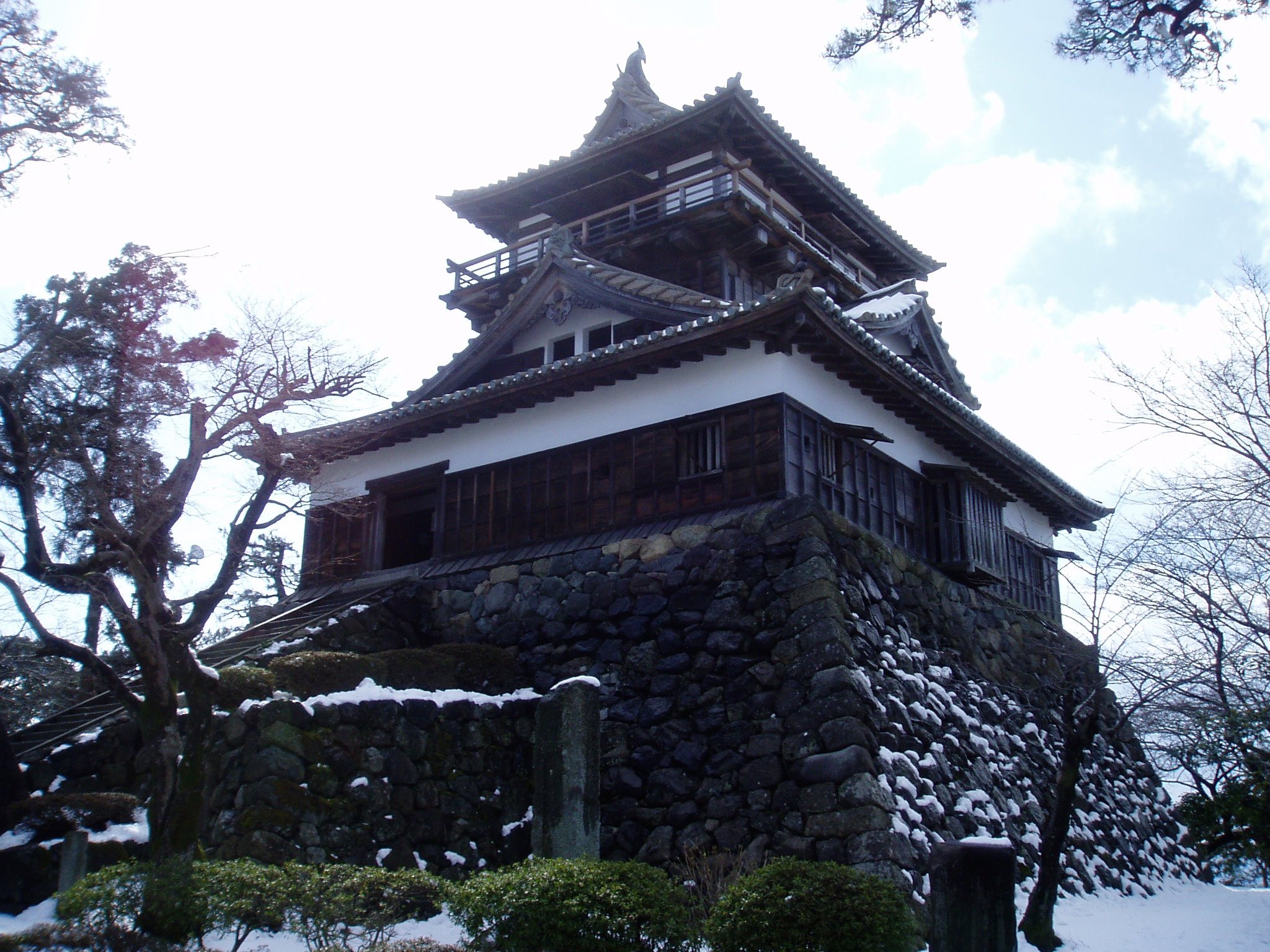
마루오카 성 천수각 정경

마루오카성(일본어: 丸岡城 마루오카조[*])은 후쿠이현 사카이시 마루오카 정 가스미에 있는 연곽식 평산성이다. 다른 이름으로는 가스미가 성(霞ヶ城)으로 한국어로 뜻을 풀이하면 '안개 성'이 된다.

## 개요
현재 전국에 천수각이 남아 있는 12 곳의 성중, 에도 시대 이전에 지어진 천수각이며 국가 중요문화재로 지정되어있다.
성은 마루오카 시가지의 동측, 나지막한 언덕에 입지해 있으며, 보기 드문 오각형의 내측 해자에 둘러 싸여 있다. 에도 시대 때에는 마루오카번의 번청으로 쓰였다.
천수는 현존하는 12곳의 천수각 중 가장 오래 되었다. 오각형의 내측해자는 현재 메워져 있지만, 내측해자를 복원하려는 움직임이 있다.
다른 곳과 별반 다름없이 응회암의 돌 기와로 지붕을 덮었지만, 애초에는 스와 다카시마성과 같이 나무 껍질로 지붕을 덮을쓸 가능성도 있다. 같은 시기에 축성된 기타노쇼 성의 기와도 마루오카 성의 기와와 같은 돌 기와였다고 전해진다.

## 역사
아즈치모모야마 시대
1576년 에치젠의 영주 시바다 가쓰이에의 조카 가쓰토요가 후쿠이 평야의 나지막한 구릉지에 축성한다. 그리고, 도요하라지 성으로부터 이주한다.
1582년 혼노지의 변이 일어난 후, 기요스 회담에 의해 가쓰토요는 오미 국 나가하마성으로 거처를 옮기게 된다. 그를 대신해 시바다 가쓰이에는 야스이 이에키요를 마루오카 성 조다이로 임명해 성을 관리하게 하였다.
1583년 시즈가타케 전투에서 시바다 가쓰이에가 하시바 히데요시에게 패하자, 이 지역은 니와 나가히데의 소령으로 되었다. 마루오카 성주로는 아오야마 무네가쓰가 임명되었다. 하지만, 그의 아들 다다모토는 1600년에 일어난 세키가하라 전투에서 서군에 속해 영지가 몰수되었다.
에도 시대
이리하여 에치젠 국에 도쿠가와 이에야스의 차남 유키 히데야스가 입봉되었고, 마루오카 성에는 유키 집안의 가신 이마무라 모리쓰구가 입성한다. 그러나 1612년에 일어난 에치젠 소동의 연좌되어 실각되었다.
이를 대신하여 1613년 도쿠가와 이에야스의 후다이 가신인 혼다 시게쓰구의 아들 혼다 나리시게가 4만 3천 석에 입봉되어 이주한다. 이때 나리시게는 유키 히데야스의 적자 마쓰다이라 다다나오의 가노가 되어 다다나오를 보좌한다.
하지만, 1624년 마쓰다이라 다다나오는 기행에 따른 책임으로 막부에 의해 유배형에 처해진다. 이에 따라 혼다 나리시게는 막부의 가신이 되었고, 마루오카 번이 성립되었다. 그러나, 1695년 4대 혼다 시게마스 때에 집안의 내분이 일어났고, 막부에 의해 영지가 몰수 되었다. 이 때문에 에치고 이토이가와번의 아리마 기요즈미가 5만 석에 입봉되어 입성한다. 이후 아리마 집안이 대대로 성주로 되었다.
메이지 시대 이후
- 1871년 (메이지 4년) 하이한치켄에 따라 천수각 이외의 건물은 전부 파괴 매각되었다.
- 1901년 (메이지 34년) 남아 있던 천수와 성터는 마루오카 정 소유의 공원이 되었다.
- 다이쇼 후기부터 쇼와 초기에 걸쳐 혼마루 주위를 둘러싼 해자를 차례차례 메운다.

- 1934년 (쇼와 9년) 천수는 국보로 지정되었다.
- 1948년 (쇼와 23년) 후쿠이 지진에 의해 천수가 파손되었다.
- 1950년 (쇼와 25년) 문화재 보호법에 따라 중요문화재로 재지정되었다.
- 1955년 (쇼와 30년) 지진으로 파손된 천수의 폐자재를 사용, 원상태로 복원하였다.
- 2006년 (헤세 18년) 4월 6일 일본 100대 명성에 선정되었다.

## 남아있는 건조물
마루오카 성에는 천수각이 존해하며, 천수중에서 가장 오래되었다. 그 밖에도 석벽을 볼 수 있다. 그 외에 성문은 각각 고마쓰시의 고센지, 아와라시의 렌쇼지에 이축되었다. 또, 사카이 시 마루오카 정의 민가에서 아카즈노 문으로 추측되는 문을 볼 수 있다.

## 관광
교통
- JR 니시니혼 후쿠이 역에서 [혼마루오카 방면] 게이후(京福) 버스로 환승, 약 40분 [마루오카 성]에서 하차, 도보로 3분